# Augustin Gabriel d'Aboville
Pour les autres membres de la famille, voir famille d'Aboville.
Augustin Gabriel d'Aboville, 2nd comte d’Aboville et de l’Empire, né le 20 mars 1773 à La Fère, mort le 15 août 1820 à Paris, est un général d'artillerie français.

## Biographie
Augustin Gabriel d'Aboville est le fils aîné du général-comte François Marie d'Aboville.

### Guerres de la Révolution
Sous-lieutenant à la suite du régiment d'artillerie de Toul le 22 mai 1789 (devenu en 1791, le 7e Régiment d'Artillerie à Pied), il entre le 1er septembre 1789, comme élève, à l'école d'artillerie de Châlons et en sort le 6 février 1792 en qualité de lieutenant. Il servit à la bataille de Courtrai, puis aux armées du Centre et de la Moselle. Adjudant-major le 16 juillet 1792, aide de camp du général d'Aboville, son père, le 19 septembre, il est nommé capitaine le 1er novembre de la même année puis à l'armée de Sambre-et-Meuse,il combat devant Trèves, au passage de la Sarre. Réintégré dans les fonctions d'aide de camp de son père, le 12 juillet 1795; il sert à l'armée du Danube à Stockach le 25 mars 1799. 
Sa brillante conduite lui vaut le grade de chef de bataillon et la fonction de sous-directeur d'artillerie de la Forteresse de Mayence en mars 1800. A l'armée de réserve au passage du grand Saint-Bernard en mai, il est fait directeur général des parcs à l'armée d'Italie fin d'année 1800. Il se fait remarquer au passage du Mincio, puis à celui de l'Adige, à Bussoleno ainsi qu'au siège des châteaux de Vérone. Le 18 février 1801, il vient remplir les fonctions de sous-directeur d'artillerie à Paris et devient le 21 mai, membre du Comité central de l'artillerie. Inspecteur de la manufacture d'arme de Roanne le 27 octobre 1801. 
En mars 1803, il est chargé de mettre Flessingue et la Zélande en état de défense. Major au 2e Régiment d'Artillerie à Pied, le 23 mai 1803. Il est directeur du parc d'artillerie de l'armée du Nord en Hollande, le 7 décembre 1803.
Il est fait membre de la Légion d'honneur le 4 germinal an XII. Colonel directeur d'artillerie à Turin, le 2 juin 1804. Colonel du 1er Régiment d'Artillerie à Pied en l'an XIII (avril 1805), il reste attaché au 2e corps de la Grande Armée sous Marmont jusqu'en décembre 1806. De retour à l'armée d'Italie du 1er janvier au 12 juillet 1807, il devient commissaire impérial près l'administration des poudres et salpêtres.

### Guerres napoléoniennes
Envoyé à l'Armée du Portugal, il y fait preuve d'une grande valeur au passage du Tage, à la prise d'Evora et à la bataille de Vimeiro le 21 aout 1808.
Après être rentré en France en octobre, il sert au 2e Corps sous Soult en Espagne au combat de Betanzos, puis il commande l'artillerie de la réserve à la bataille de la Corogne le 16 janvier 1809. En février, à la défense de Tuy, il sauve le trésor de l'armée ainsi que 1 200 malades. 
Général de brigade le 14 mars 1809, il reçoit une dotation de 4 000 francs de rente en Westphalie. Son nom se mêle glorieusement aux souvenirs du combat de Santo Domingo, de la Bataille de Talavera et du siège de Cadix, pendant lequel il s'empare du fort de Matagorda.
Commandeur de la Légion d'honneur le 23 juin 1810, il remplace, à la tête de l'artillerie du siège de Cadix, le général de Senarmont, tué d'un coup de feu qui atteint aussi d'Aboville. À la bataille de Chiclana, d'Aboville arrête une division anglaise qui va s'emparer d'une position et de quatre pièces sans attelage. Au siège de Tarifa, une brèche praticable se montre à l'ardeur des colonnes d'attaque, lorsque des torrents de pluie inondent les tranchées et interrompent les communications entre la première parallèle et le corps de la place. Après des tentatives inutiles pour sauver l'artillerie de la batterie de brèche abandonnée par l'infanterie, le général d'Aboville y rentre précipitamment avec quelques officiers et parvient à mettre hors de service les pièces et les affûts. 
Il est fait Baron de l'Empire le 20 février 1812, et directeur général de l'artillerie des armées d'Espagne et de Portugal le 24 janvier 1813. À la fatale journée de Vitoria, il voit avec douleur tomber entre les mains de l'ennemi un parc d'artillerie considérable que son zèle a conservé à l'armée, 69 canons de bronze sont les seules pièces qui échappent aux désastres de cette bataille.
Rentré en France, il fait mettre en état de défense les places fortes situées sur le Rhin et la Meuse et celles du département du Nord, et prend le commandement supérieur de l'artillerie à Lille. 

### Restauration
Le général d'Aboville fait partie de la députation du Nord qui va recevoir Louis XVIII à Calais. Le roi lui dit avec bonté : 
« Je sais que Monsieur votre père a combattu à Fontenoy et à Lansfeld : c'était un brave ! bon chien chasse de race. Cette expression populaire rend bien ma pensée, et je suis persuadé, général, que vous ne la prendrez pas en mauvaise part. »
D'Aboville reprend à cette époque les fonctions de commissaire près la régie générale des poudres qu'il a déjà exercées, est nommé chevalier de Saint-Louis, et le 1er décembre 1817, succède à son père dans les titres de comte et pair de France.
Appelé le 30 mars 1820 au comité spécial et consultatif de l'artillerie, il meurt en activité le 15 août suivant. Il est enterré dans la 25e division du cimetière du Père-Lachaise.

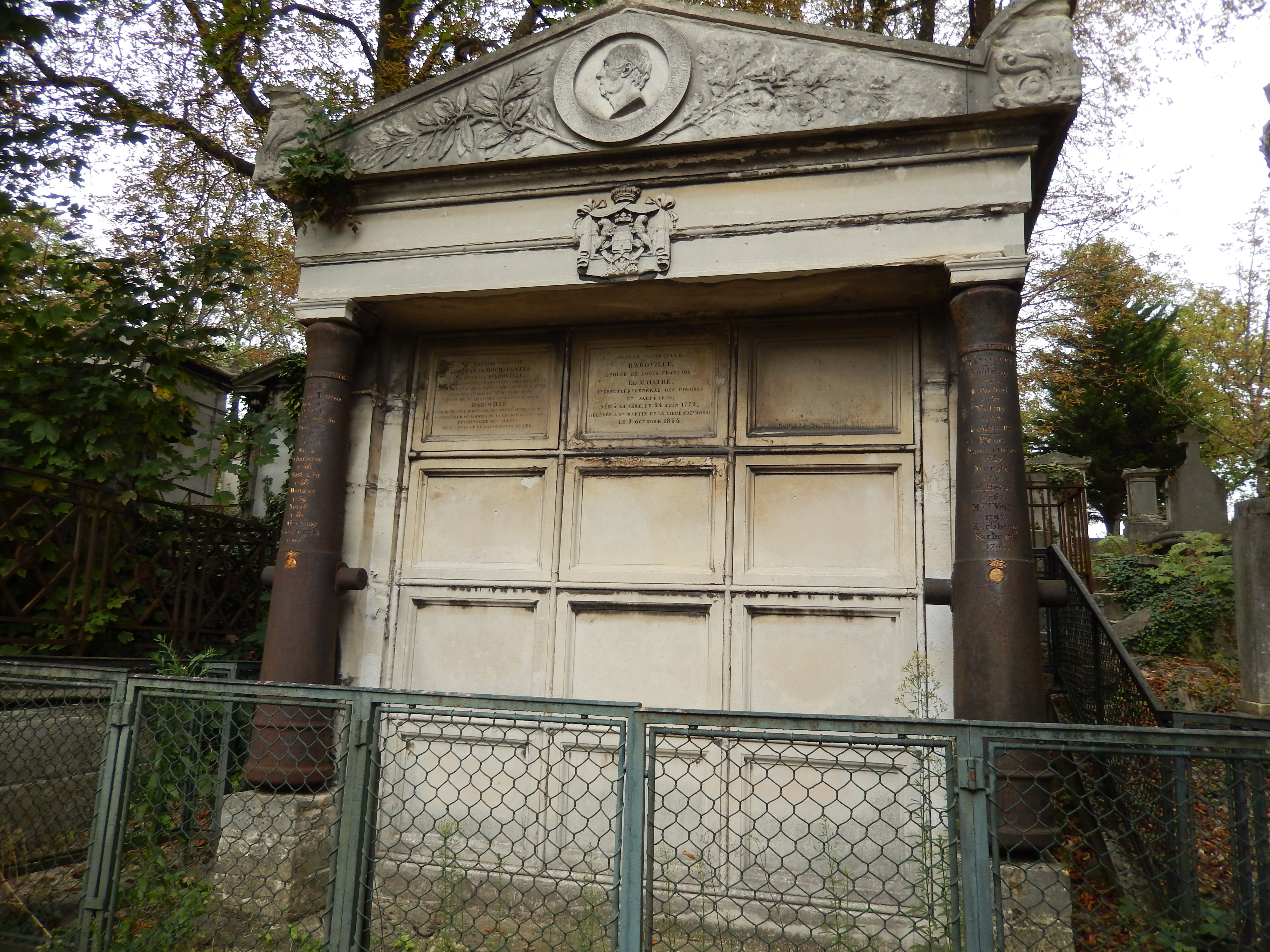
Tombe de d'Aboville (cimetière du Père Lachaise, division 25)

Son nom est inscrit sur l'arc de triomphe, côté nord.
De son mariage le 25 juillet 1816 à Orléans, avec Nathalie de Drouin de Rocheplatte (1796-1831), fille du comte Drouin de Rocheplatte, maire d'Orléans et député du Loiret sous la Restauration, il a eu :
- Alphonse Gabriel d'Aboville (1818-1898), sans union, ni postérité ;
- Auguste Ernest d'Aboville (1819-1902), maire de Glux-en-Glenne, (Nièvre), député du Loiret.

## Source
- « Augustin Gabriel d'Aboville », dans Charles Mullié, Biographie des célébrités militaires des armées de terre et de mer de 1789 à 1850, 1852 [détail de l’édition]